# Tống hình thống
Tống hình thống (tiếng Trung: 宋刑统; bính âm: Sòng xíng tǒng), tên chính thức là Tống Kiến Long trùng tường định hình thống (tiếng Trung: 宋建隆重详定刑统; bính âm: Sòng jiàn lóngzhòng xiáng dìngxíng tǒng), là bộ luật hình sự đầu tiên của nhà Tống được in thành sách trong lịch sử Trung Quốc.